# .cl
.cl là tên miền quốc gia cấp cao nhất (ccTLD) của Chile. Được quản lý bởi Đại học Chile. Việc đăng ký ở tên miền cấp 2 dưới tên miền này dành cho mọi người, tuy nhiên, người đăng ký ở nước ngoài phải cung cấp địa chỉ liên hệ trong nước với một số RUT, số định danh quốc gia của Chile.
Đăng ký tên bào gồm các ký tự có dấu (á, é, í, ó, ú), ñ và ü được bắt đầu vào năm 2005. (Xem tên miền quốc tế hóa).